# いろは坂
いろは坂（いろはざか）は栃木県日光市馬返から、同市中禅寺湖畔間の国道120号の坂道を指す。

## 概要
いろは坂の名称は、初期のいろは坂が48箇所のヘアピンカーブがあったことからその名が付けられたとされる。初期のいろは坂から改良された現在の「いろは坂」は、華厳滝がある華厳渓谷を挟むように、北側に山下り専用の第一いろは坂と、南側に山登り専用の第二いろは坂に分けられ、この二つの坂に存在する48のカーブをいろは48音に例えており、個々のカーブには音に対応する文字板が建てられている。二つの坂道は、ふもとの馬返（うまがえし）と山頂の中禅寺湖畔でそれぞれ合流する。
馬返から中禅寺湖へ山登り一方通行の第二いろは坂には「い」から「ね」までの20のカーブがあって、中禅寺湖から馬返へ山下り一方通行の第一いろは坂には「な」から「ん」までの28のカーブがある。第二いろは坂の途中には、休憩所を兼ねた駐車場が、「黒髪平（くろかみだいら）」と「明智平（あけちだいら）」の2か所ある。明智平には明智平ロープウェイの駅舎があり、ロープウェイ終点の明智平展望台からは華厳滝や中禅寺湖が一望できる。
1954年（昭和29年）から1984年（昭和59年）までの間は有料道路として供用されていたが、現在は無料開放されており、「48箇所のカーブ道」として旧建設省と「道の日」実行委員会により制定された日本の道100選に選ばれている。急な勾配とカーブが続き、沿線は春の新緑と秋の紅葉が美しいところで有名である。そのため、春秋の観光シーズン中はかなり混雑する。
沿線には害獣でもある野生のニホンザルが姿をあらわすが、餌付けをする観光客が後をたたず、付近一帯で土産物等が奪われたりするなどの被害が続出している。このため日光市では全国初となる「餌付け禁止条例」が施行されている。

### 路線データ
- 路線名：一般国道120号
- 区間：日光市細尾 - 日光市中宮祠
- 延長
  - 第一いろは坂：6.5 km、ほぼ１車線[1]
  - 第二いろは坂：9.5 km、ほぼ２車線[1]
- 高度差

約440メートル

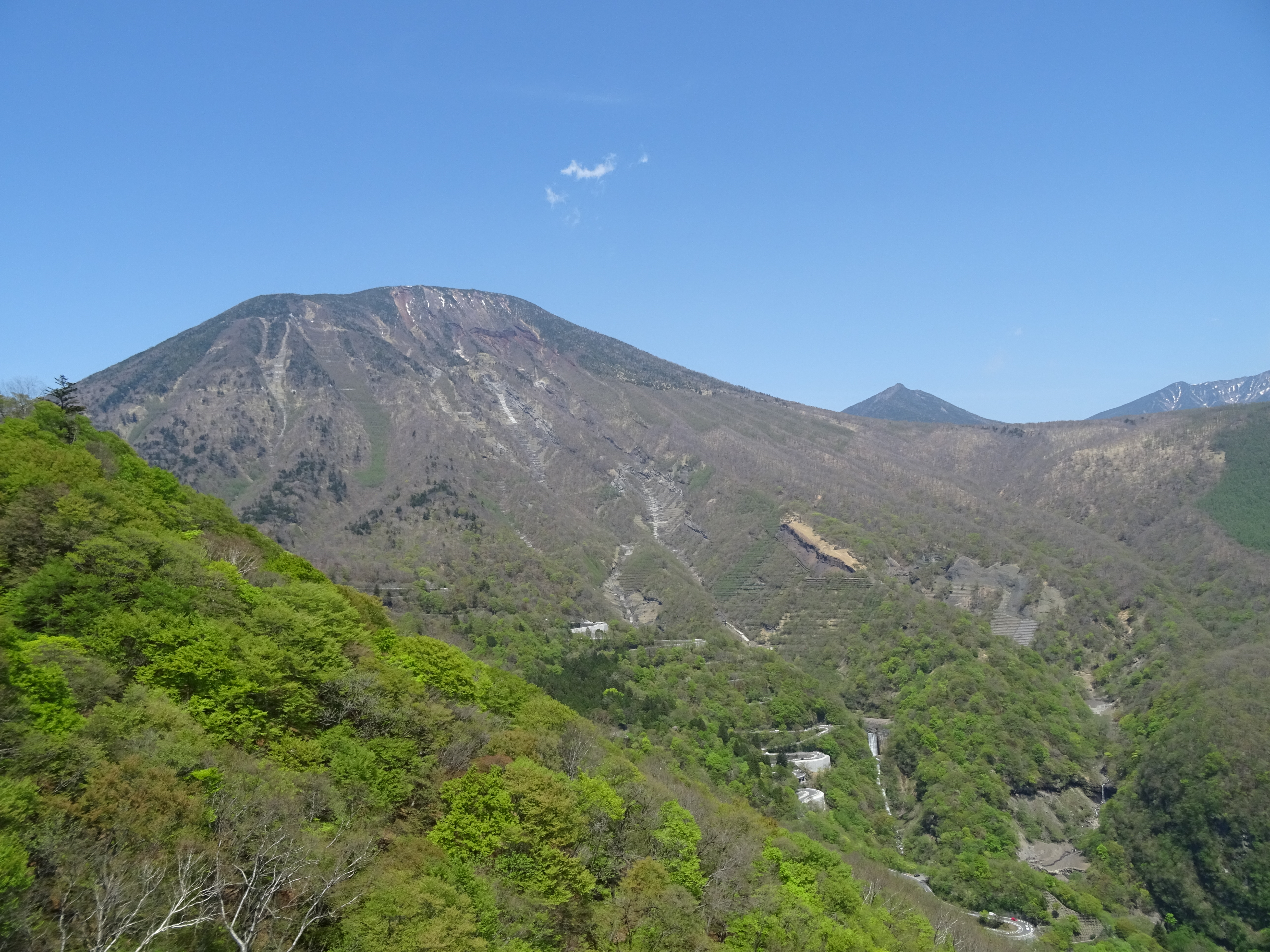
男体山とその裾野にある第一いろは坂を南南東から望む。
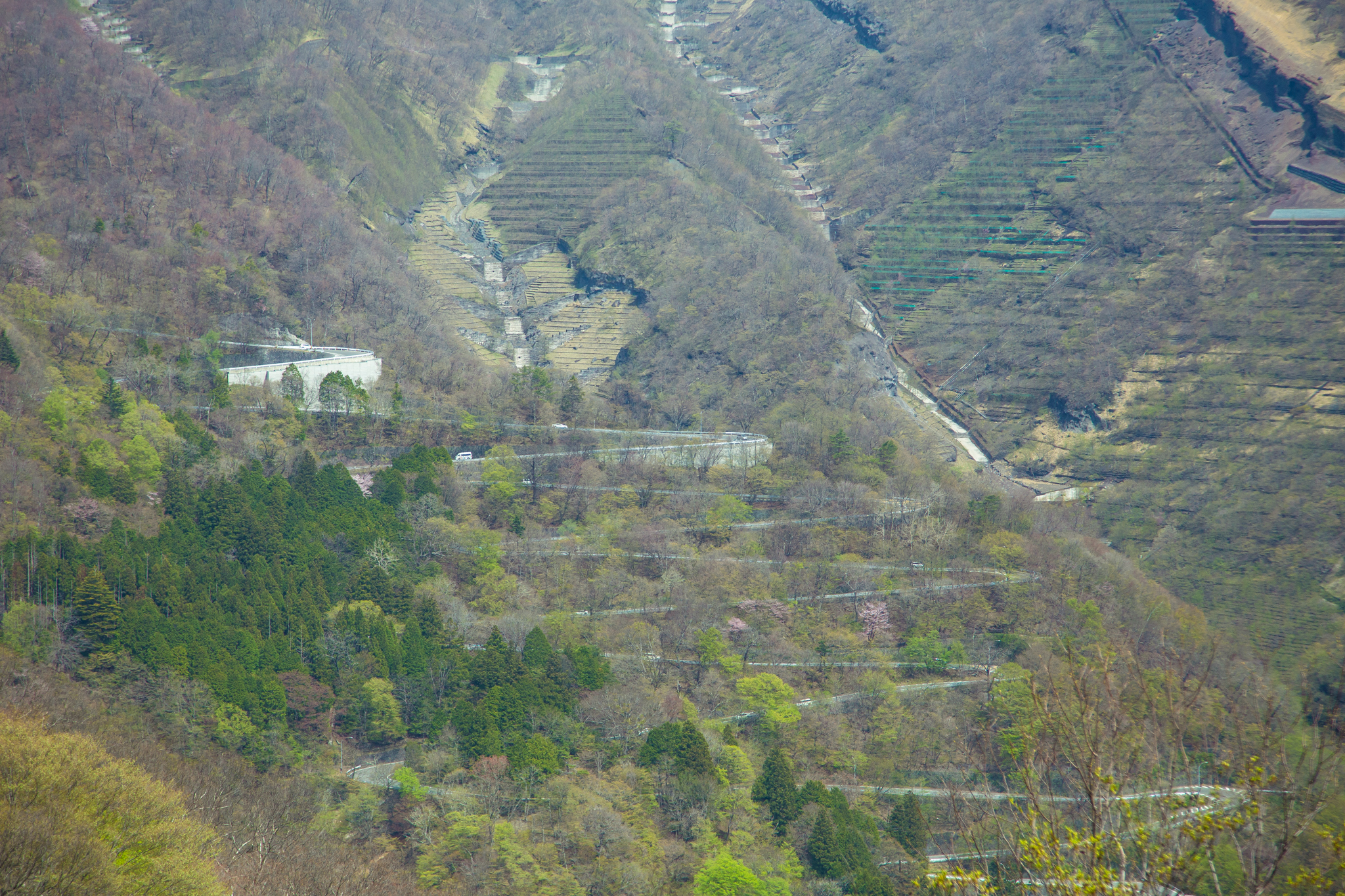
第一いろは坂（拡大）
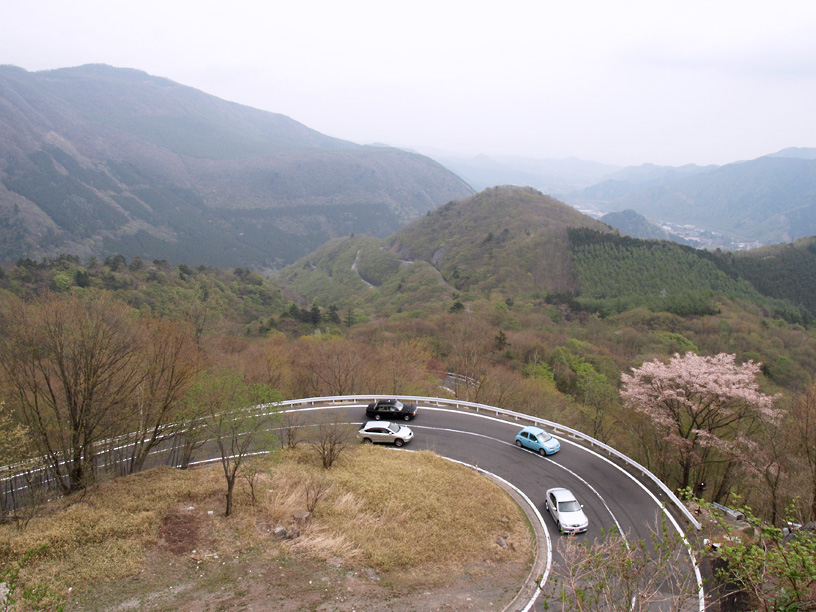
第二いろは坂
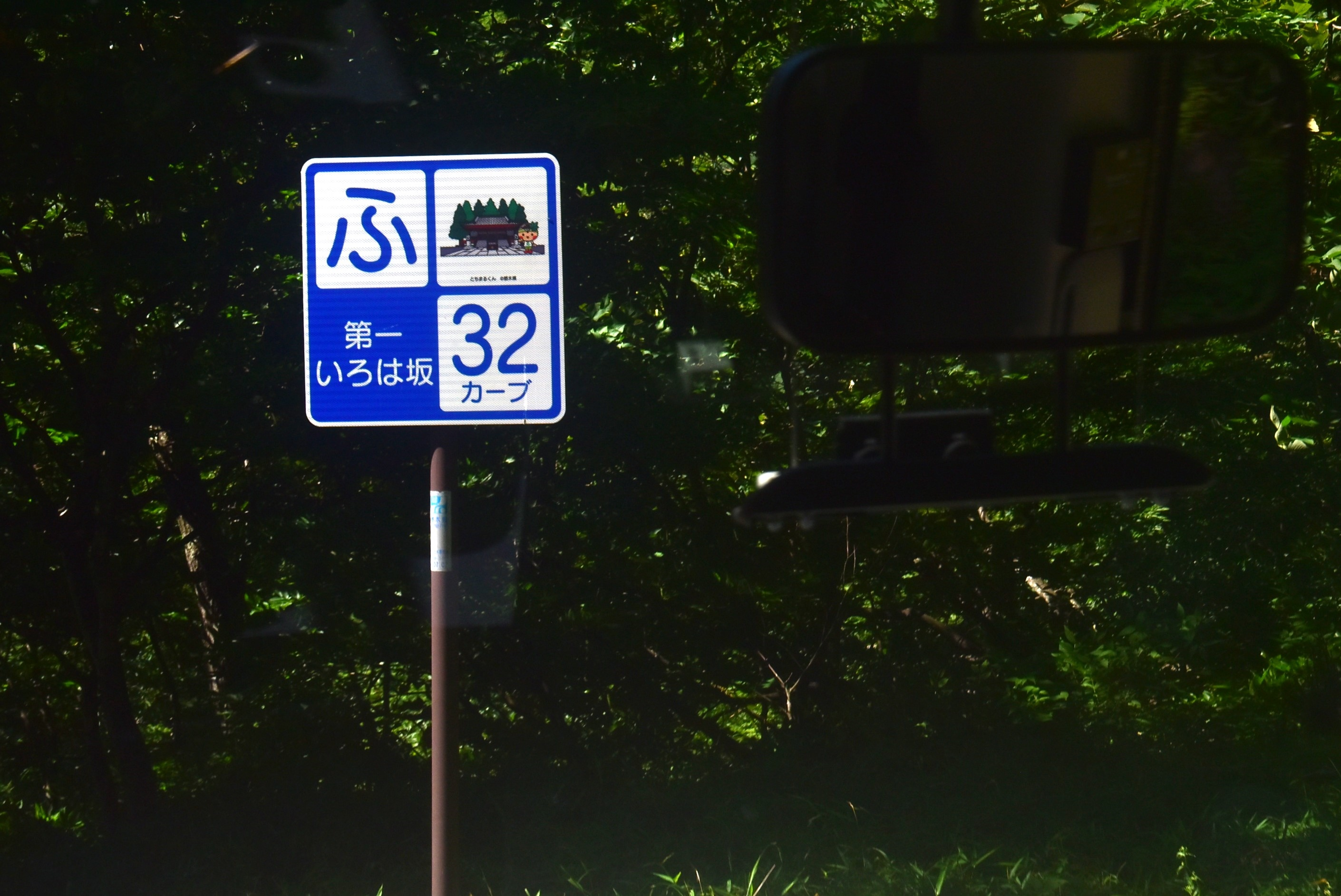
ヘアピンカーブ「ふ」(第二いろは坂）

## 歴史

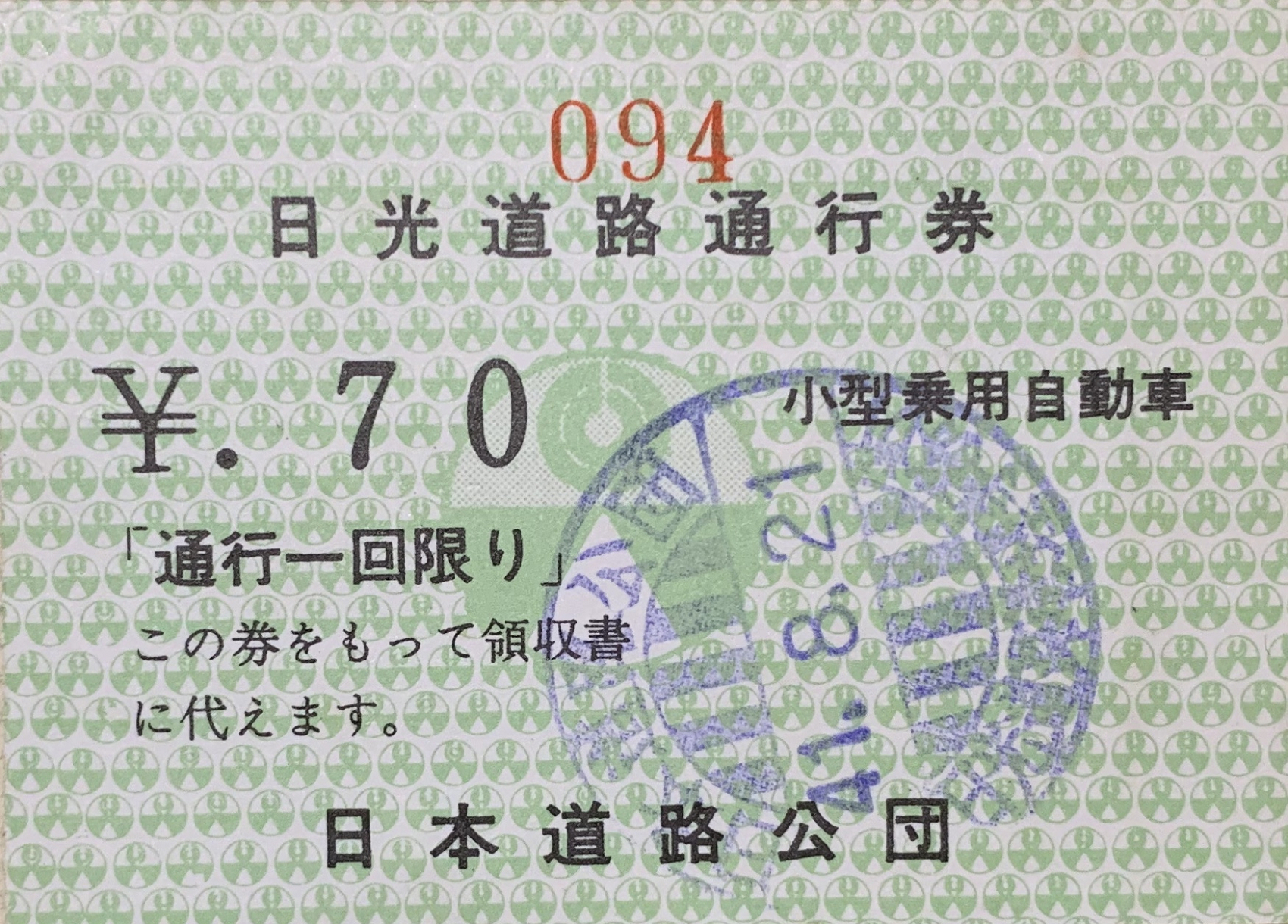
日光道路通行券（1966年）

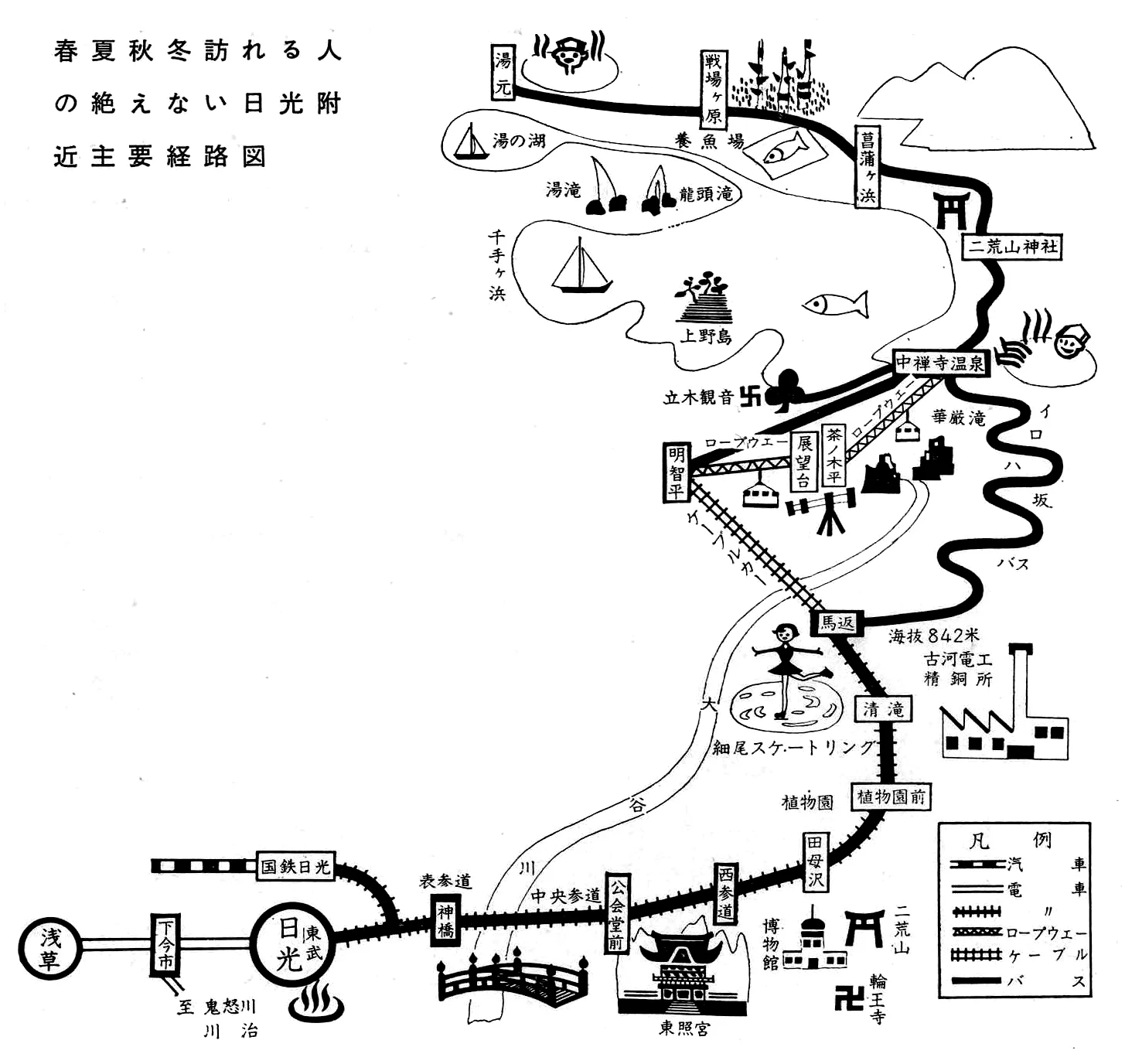
1964年の日光付近経路図

奈良時代の782年（天応2年）に勝道上人らにより男体山が開山され、古くから山岳信仰の聖地であった。いろは坂はその頃に開拓されたのが起源とされる。
明治時代初期まで男体山は女人禁制、牛馬禁制となっていた。その名残は、ふもとに「馬返（うまがえし）」の地名として、そして第一いろは坂の途中に、女性が男体山を拝んだ「女人堂（にょにんどう）」として残っている。明治から昭和時代初期にかけて、各国の大使館が中禅寺湖畔に避暑地として別荘を相次いで建設することになる。
大正時代になると人の往来が激しくなったため、中禅寺湖畔までの道路が整備され、今の第一いろは坂の元となった道ができた。自動車がいろは坂を通ることができるようになったのは昭和初期からであるが、まだこの当時は砂利道で、道路の幅員はわずか3 - 4メートル (m) のすれ違いが困難な狭隘道路であった。なお、同時期には日光登山鉄道（後に日光軌道→東武鉄道へ吸収）により、第二いろは坂の一部区間の前身となる明智平 - 中宮祠間の道路が整備されている（「東武日光鋼索鉄道線#歴史」も参照）。
太平洋戦争が終わり、復興の兆しが見え始めた頃の1952年（昭和27年）になって、栃木県によって、日光と奥日光を結ぶ幹線道路として本格的な道路改良整備が始められた。いろは坂区間である延長6.5キロメートル (km) の道路改良事業には莫大な資金が注ぎ込まれることとなり、1954年（昭和29年）10月に日本で2番目の有料道路が誕生し、馬返から中禅寺湖畔まで20分ほどで結ばれるようになった。
いろは坂の供用開始によって、多くの観光客が奥日光を訪れるようになったが、自動車交通量や観光客数は増加し続け、紅葉シーズンを中心に慢性的な交通渋滞が発生するようになった。この状況を受けて第二いろは坂の建設が日本道路公団によってすすめられ、1965年（昭和40年）に、それまでのいろは坂を「第一いろは坂」と称して、山登りと山下りが完全分離された一方通行の道路として完成、1984年（昭和59年）に無料開放された。
第二いろは坂は山登り専用であるが、以前はこのうち明智平 - 中禅寺湖畔間は上下2車線（片側1車線）の対面通行となっていて、これが渋滞の原因のひとつと考えられたことから、2018年の社会実験を経て、2019年（令和元年）10月1日以降、明智平ロープウェイ駐車場から二荒橋前交差点手前の市道交差部までの区間を中禅寺湖畔方面への一方通行として片側2車線化、完全に山登り専用となった。これに伴い、中禅寺湖方面から明智平へ直接向かうことはできなくなり、第一いろは坂を下ってから折返し第二いろは坂を登る必要が生じた。

### 年表
- 1902年（明治35年）頃 - いろは坂を人力車が通行するようになる[8]。
- 1913年（大正2年） - 日光電気軌道の電気鉄道がいろは坂の登り口の馬返まで開通[8]。
- 1925年（大正14年） - 馬返-中宮祠間の道路が改修され、いろは坂を乗合白動車が通行可能になる[8]。
- 1953年（昭和28年）5月18日 - 二級国道120号日光沼田線に指定される。
- 1954年（昭和29年）10月1日 - 日本で2番目の有料道路として全面改修され、料金徴収を開始[9]。
- 1959年（昭和34年） - 管理が、栃木県から新規設立の日本道路公団に移る。
当時は現在の第一いろは坂のみであり、片側一車線の対面通行であった。また、48か所あったカーブは整備され、30か所となった[要出典]。これにより、麓から中禅寺湖畔までの所要時間が大幅に短縮され、交通量が増大。さらに急カーブでは大型自動車同士がすれ違うには十分な道幅でなかったため、渋滞が多発するようになった。
- 1963年（昭和38年）7月30日 - 第二いろは坂の工事を開始[10]。
- 1965年（昭和40年）9月22日 - 第二いろは坂の工事が終了[11]。
- 1965年（昭和40年）10月7日 - 馬返から明智平へと通じる第二いろは坂を供用開始し、第一いろは坂と合わせて有料道路「日光道路」として料金徴収を開始[12]。
第二いろは坂はカーブが20あるため、第一いろは坂のカーブを2つ減らし、[要出典]合わせて48のカーブの道となった。
- 1984年（昭和59年）10月1日 - 無料開放される[13]。
- 1986年（昭和61年） - 日本の道100選に選出される。
- 1987年（昭和62年）4月 - 日本ロマンチック街道の一部となる。
- 1989年（平成元年度） - 明智平バイパス着工[14]
- 1994年（平成6年）3月30日 - 明智平バイパス開通[14]。
- 2018年（平成30年）10月 - 明智平ロープウェイ駐車場 - 二荒橋前交差点手前の市道交差部までの区間を、2車線とも中禅寺湖畔方向への一方通行とする社会実験を実施[15]。
- 2019年（令和元年）10月 - 上記区間を、恒久的に中禅寺湖畔方向への一方通行とする[7]。
- 2020年（令和2年） - 「日本の先駆的観光道路の記念碑となる重要な土木遺産」として、土木学会選奨土木遺産に選ばれる[16]。
- 2023年（令和5年）4月 - 第一いろは坂の約200mの区間に「モンキー・マジック」の流れるメロディーロードを設置[17]。
- 2023年（令和5年）5月26日 - カーブ標識のリニューアル完了[18]。

## 路線状況

### バイパス
明智平バイパス
第二いろは坂の明智平 - 中宮祠間延長1,800 m、幅員9 mのバイパス。旧来のルート上の明智トンネル・白雲トンネルの天井の低さによる大型観光バスの交通障害の解消を目的として建設された。なお、バイパス開通後の旧ルートは廃道となり、2つのトンネルも完全に封鎖されている。
同バイパスにある明智第一トンネルは延長42.1 m、明智第二トンネルは延長926 mで、いずれも幅7.5 m、高さ4.5 mである。

明智第一トンネル
明智第二トンネル

## 登場する作品
- 頭文字D Third Stage - 第一いろは坂が劇中に登場する。
- 街道バトルシリーズ - 第一いろは坂・第二いろは坂が収録されている。
- いろは坂 - 原田悠里の楽曲・シングル[19]。
- 女のいろは坂 - 竹川美子の楽曲・シングル[20]。